# Куксхафен
Куксха́фен (нем. Cuxhaven [kʊksˈhaːfən], н.-нем. Cuxhoben) — город в Германии, районный центр, расположен в земле Нижняя Саксония.
Название — буквально «гавань хауков» — происходит от племени хауки (англ. Chaucians), упоминаемого Птолемеем, которое впоследствии было ассимилировано фризами.
Компания «Гамбургско-Американские пути» построила большой порт в городе 1900 году. Этот порт был важной отправной точкой для желавших отправиться в Америку, просуществовал до 1969 года.
15 марта 1907 года получил статус города, а в 1937 — городского округа, а в 1972 значительно увеличился за счёт соседних деревенских округов. В 1977 потерял статус города.
Во время Первой мировой войны на юге от города располагалась авиабаза, одна из крупнейших в Германии, подверглась нападению на Рождество 1914 года Королевскими ВВС. Во время Второй мировой войны в городе была военная база под кодовым именем «BROWN», которая вела разработки новых видов оружия, включая и ракетного.
Визиткой Куксгафена является башня Фридриха-Клеменса-Герка.
Входит в состав района Куксхафен. Население составляет 50 055 человека (на 31 декабря 2011 года). Занимает площадь 161,91 км². Официальный код — 03 3 52 011.

## Города-побратимы
Побратимами Куксхафена являются:
- Ван — с 1963.
- Пензанс — 1967—1974, с 2009.
- Хабнарфьордюр — с 1988.
- Бинц — с 1990.
- Засниц — с 1990.
- Мурманск — с 2004.

## Известные личности, связанные с Куксхафеном
- Карстен Нибур (1733—1815) — путешественник по странам арабского мира, математик, картограф, натуралист. Родился в деревне Людингворт, сейчас ставшей частью Куксхафена.
- Рингельнац, Иоахим (1883—1934) поэт, артист и художник. С 2002 года в городе действует его музей.
- Анна Штросаль (1885—1953), первая женщина-член городского совета Куксхафена
- Курт Ротенбергер (1896—1959), юрист и нацистский политик
- Райнер Файст (1945—2007), адмирал, заместитель верховного главнокомандующего НАТО — штаб-квартира
- Йохен Фраатц (1963 г.р.), гандболист, член национальной сборной
- Гуннар Зауэр (1964 г.р.), футболист
- Стефани Шнайдер (род. 1968), фотограф / художник
- Фолькер Ноймюллер (1969 г.р.), музыкальный менеджер и бывший член жюри DSDS
- Константин Шрайбер (1979 г.р.), журналист и автор
- Лена Петерманн (род. 1994), футболистка

## Галерея

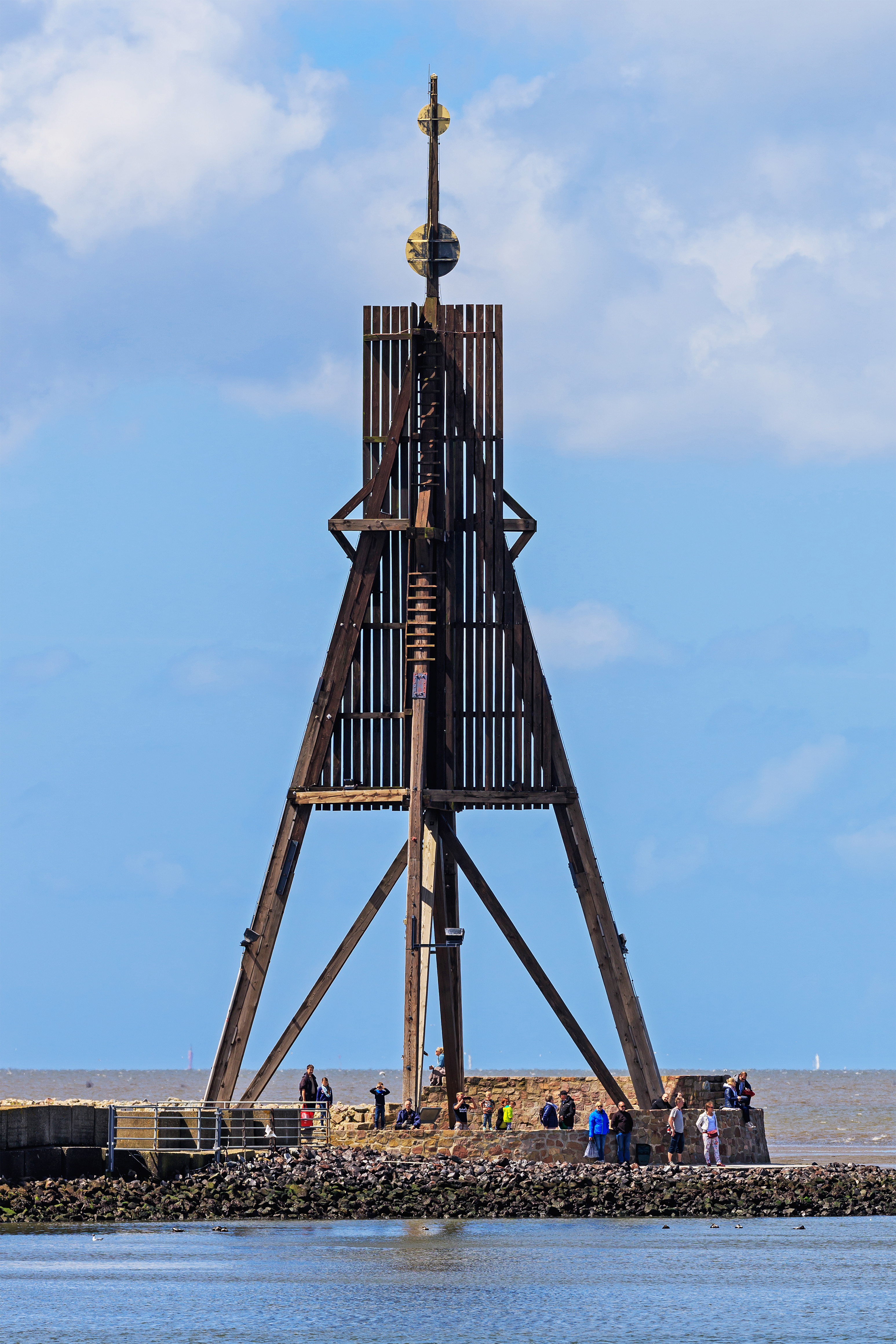
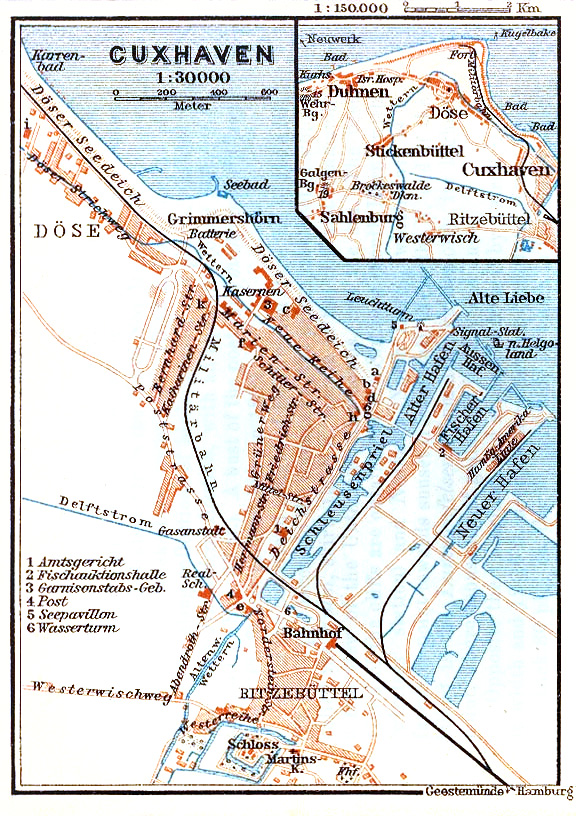
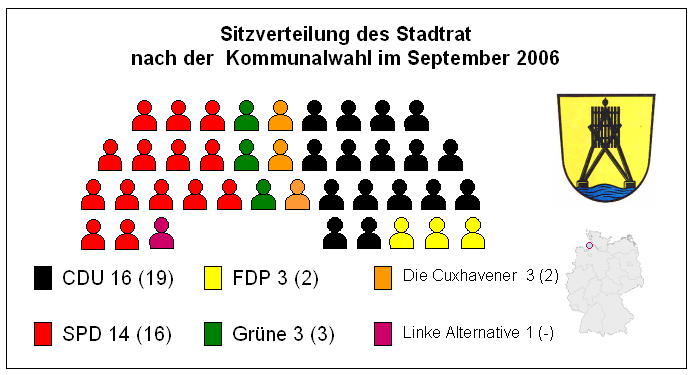
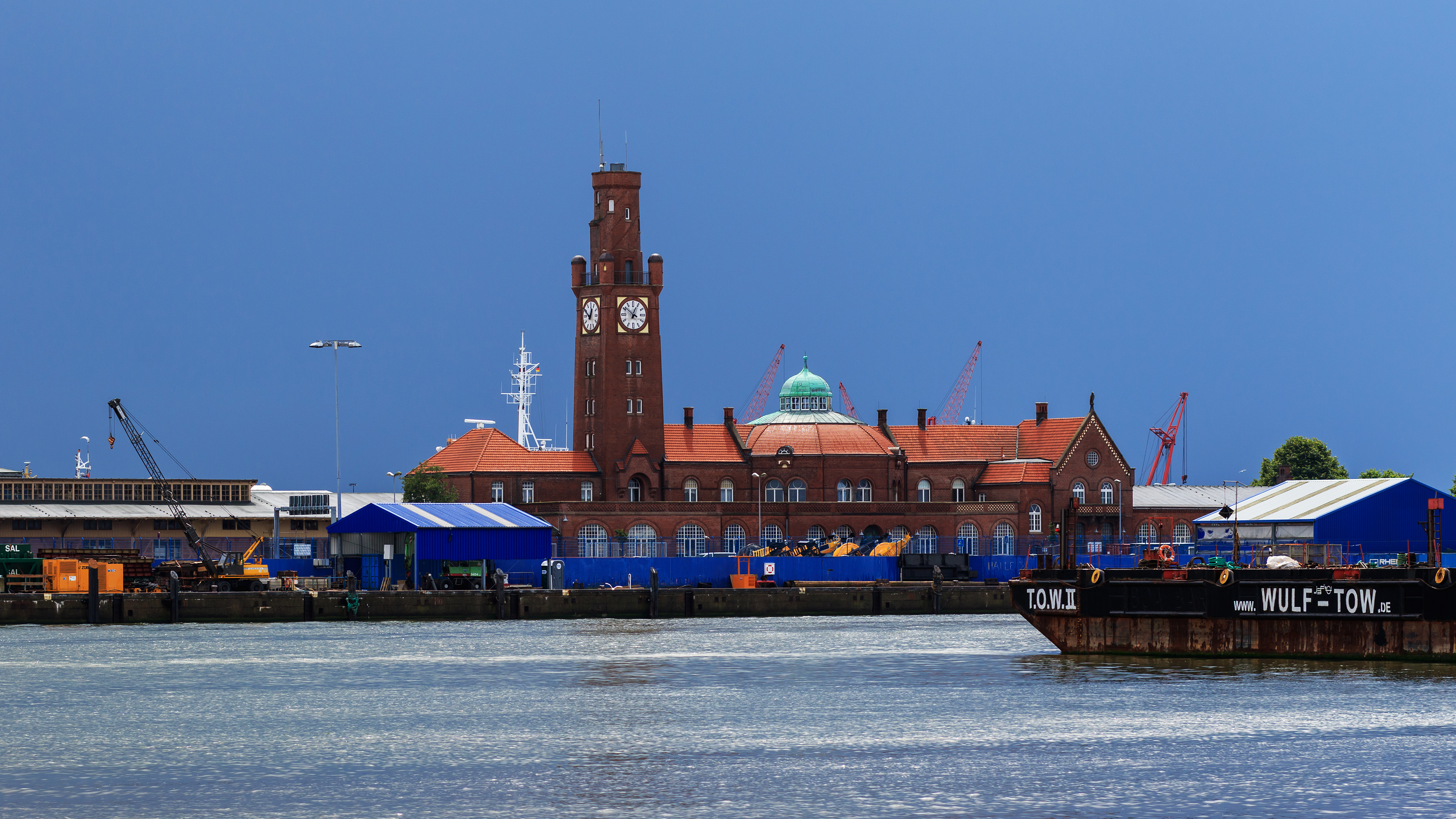
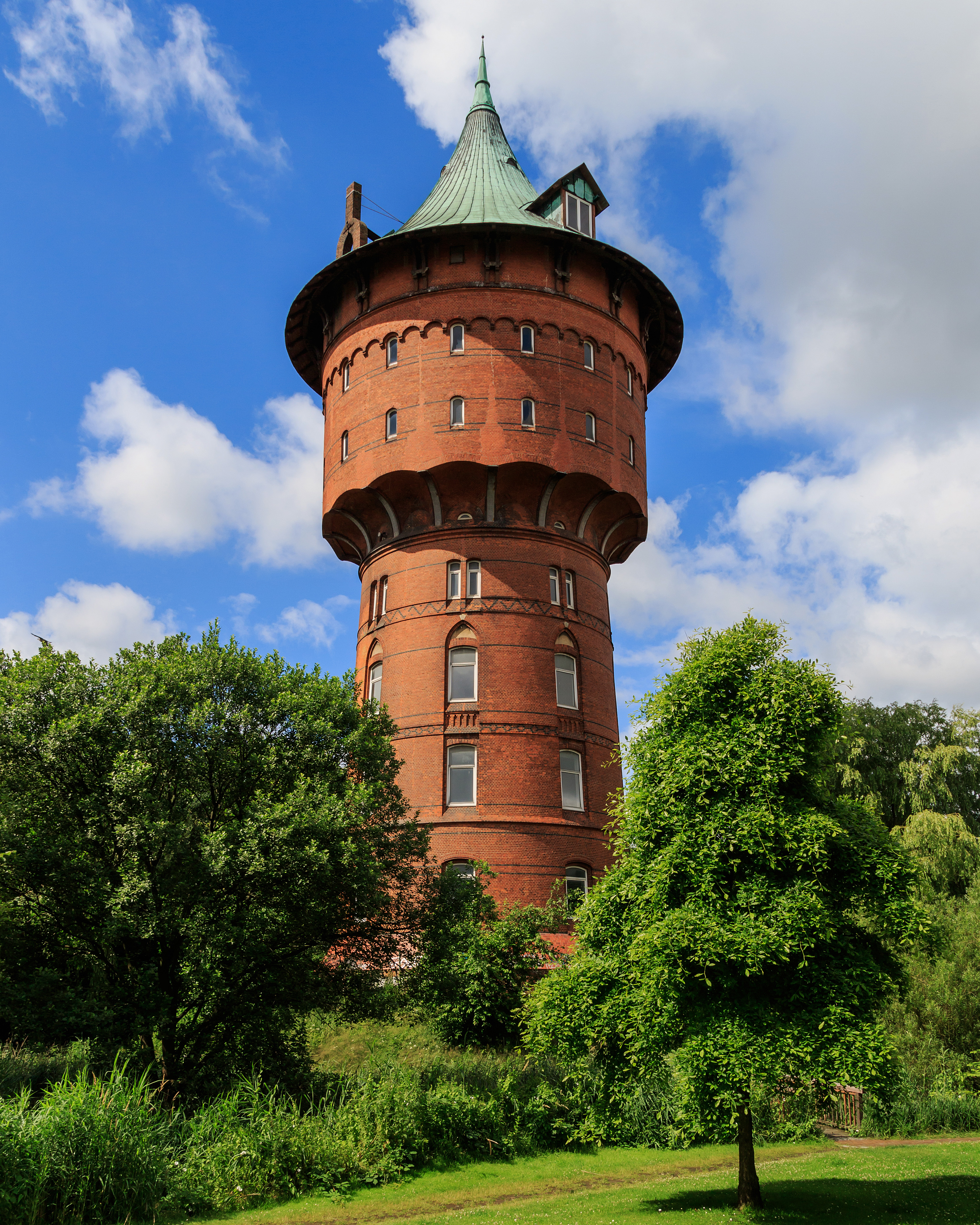
Водонапорная башня
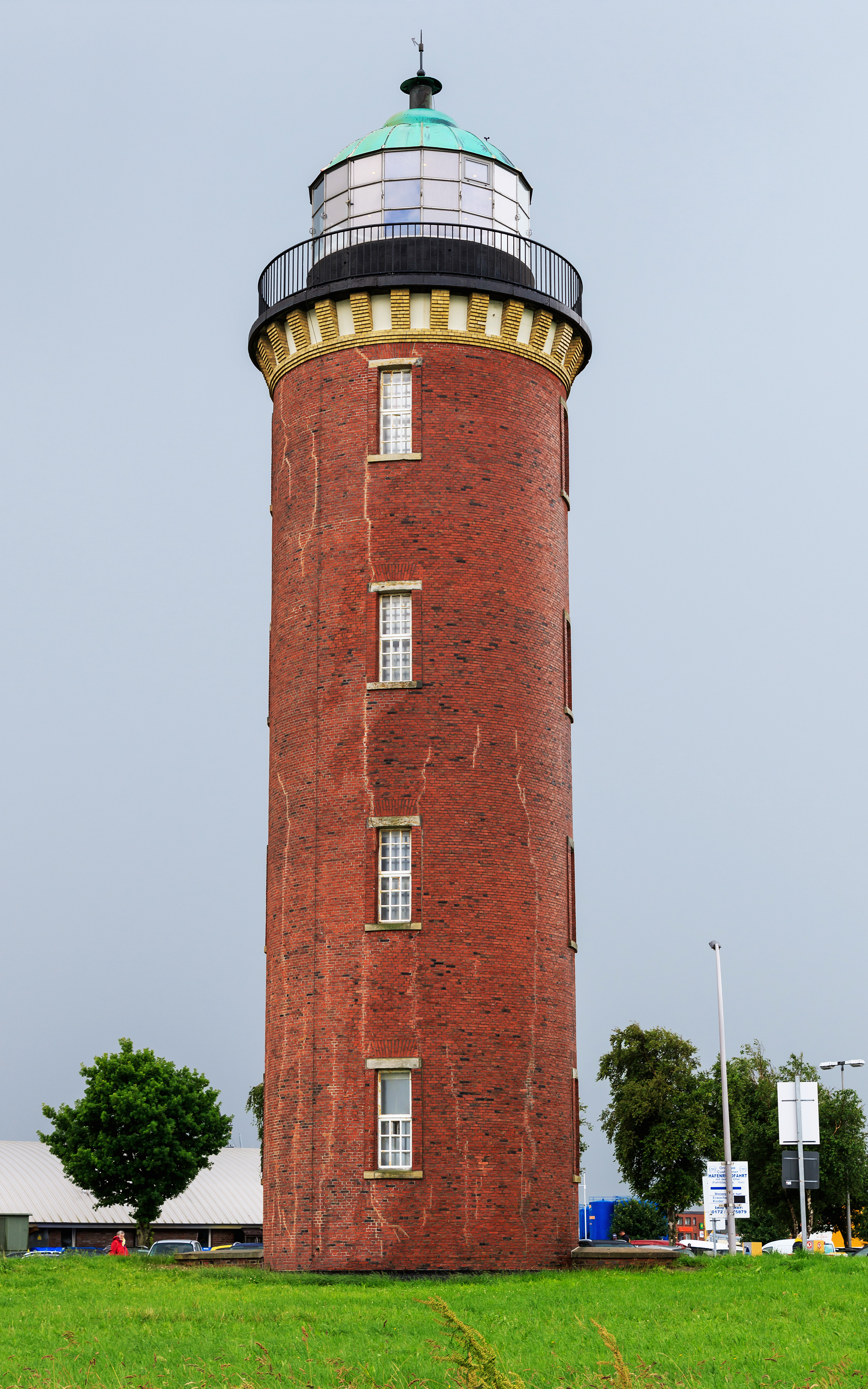
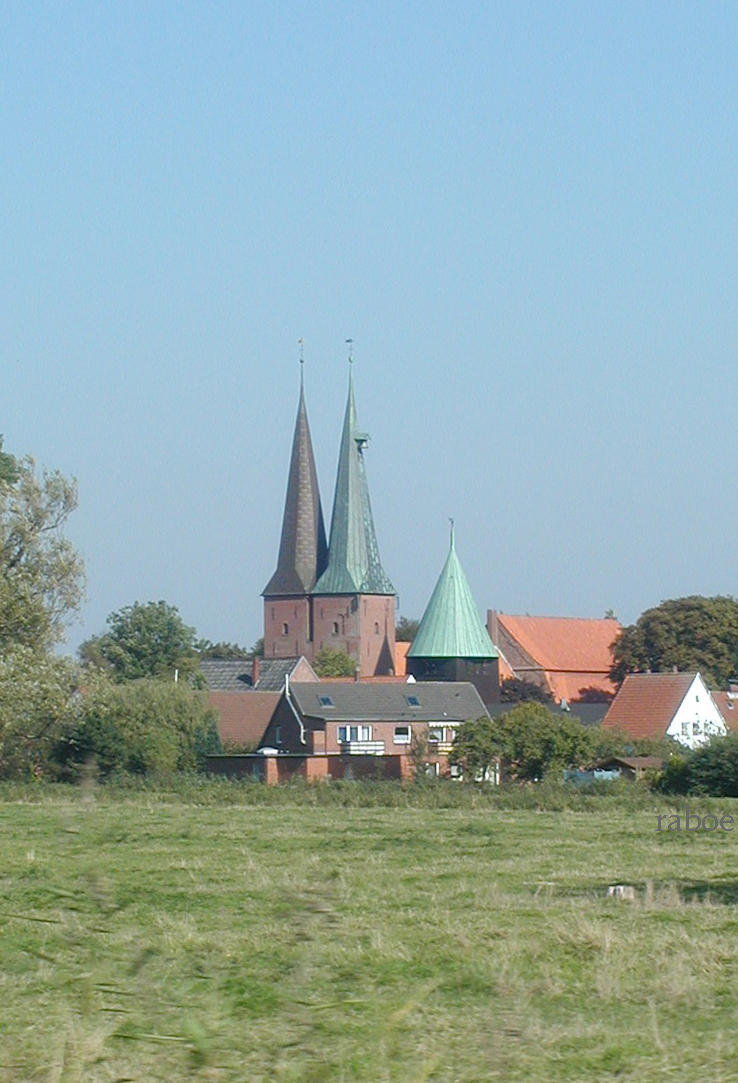
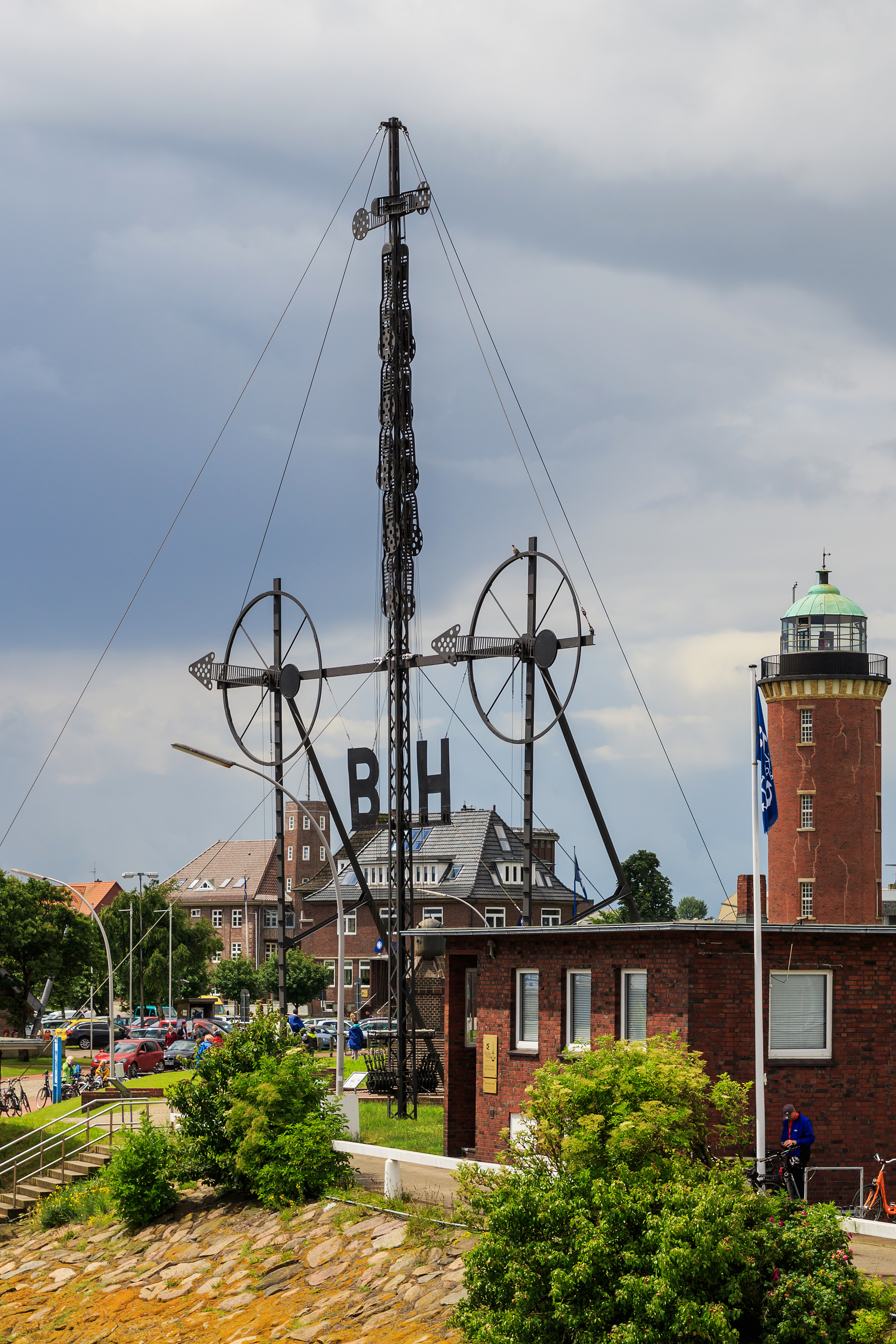
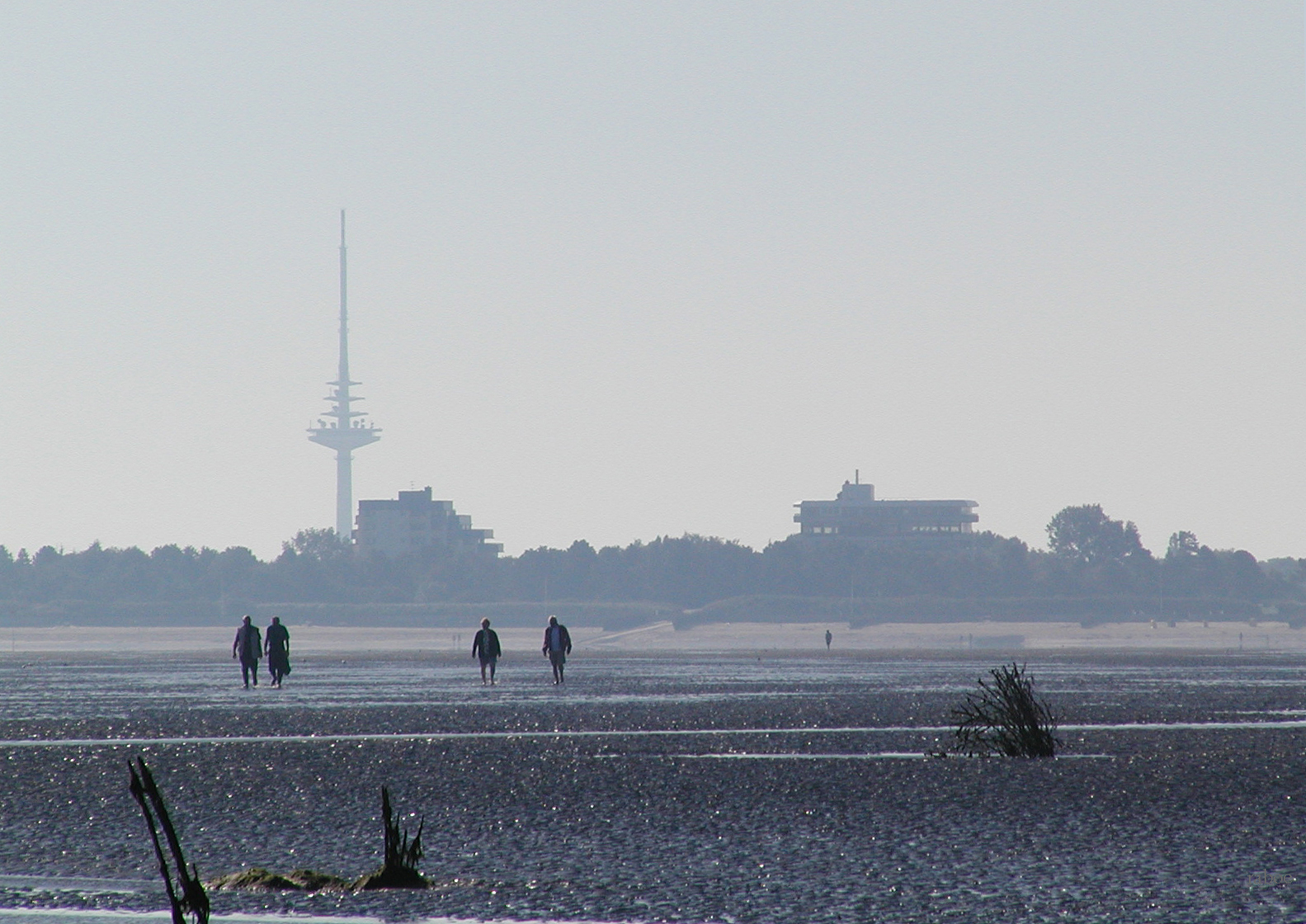
Башня
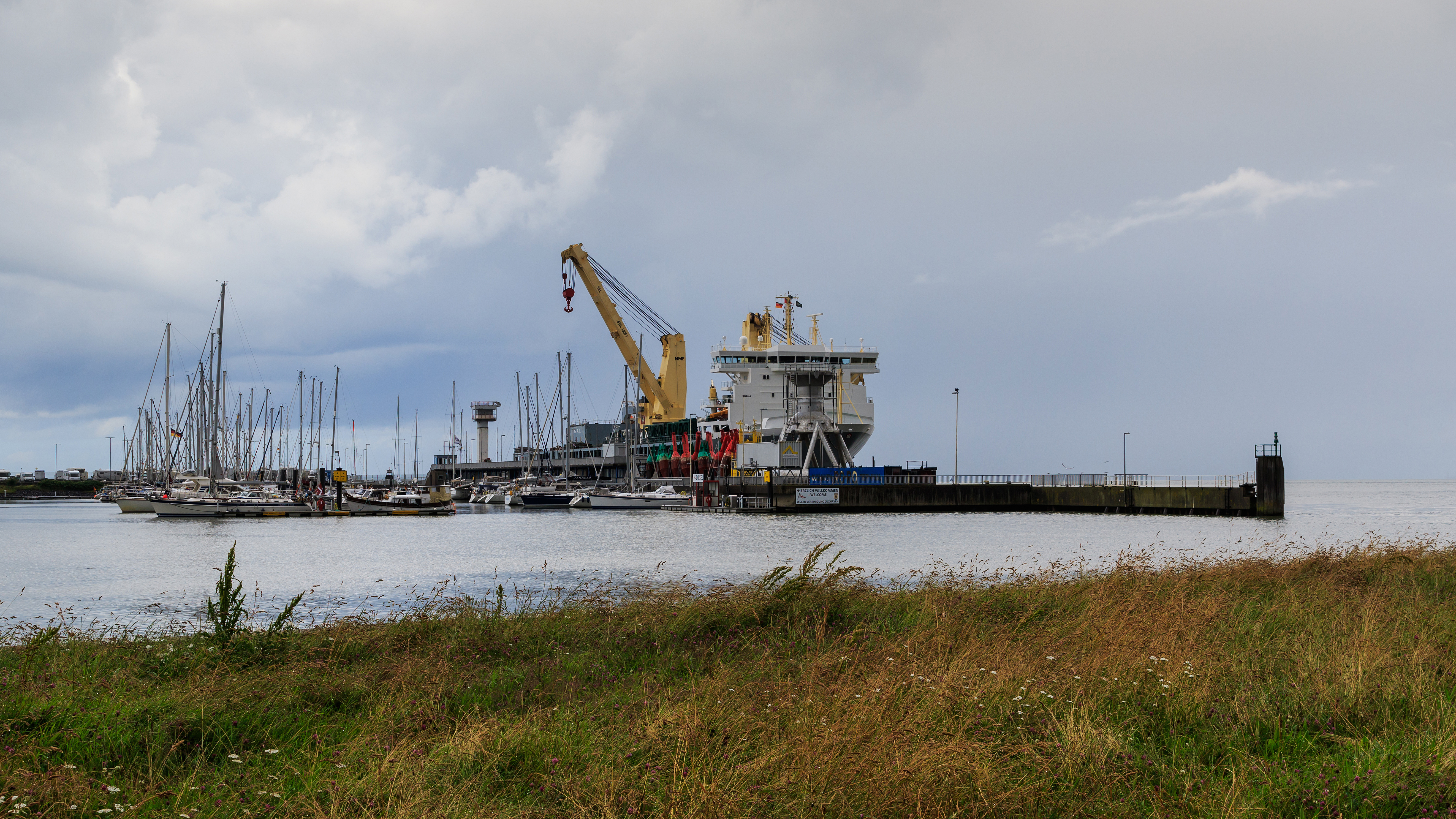
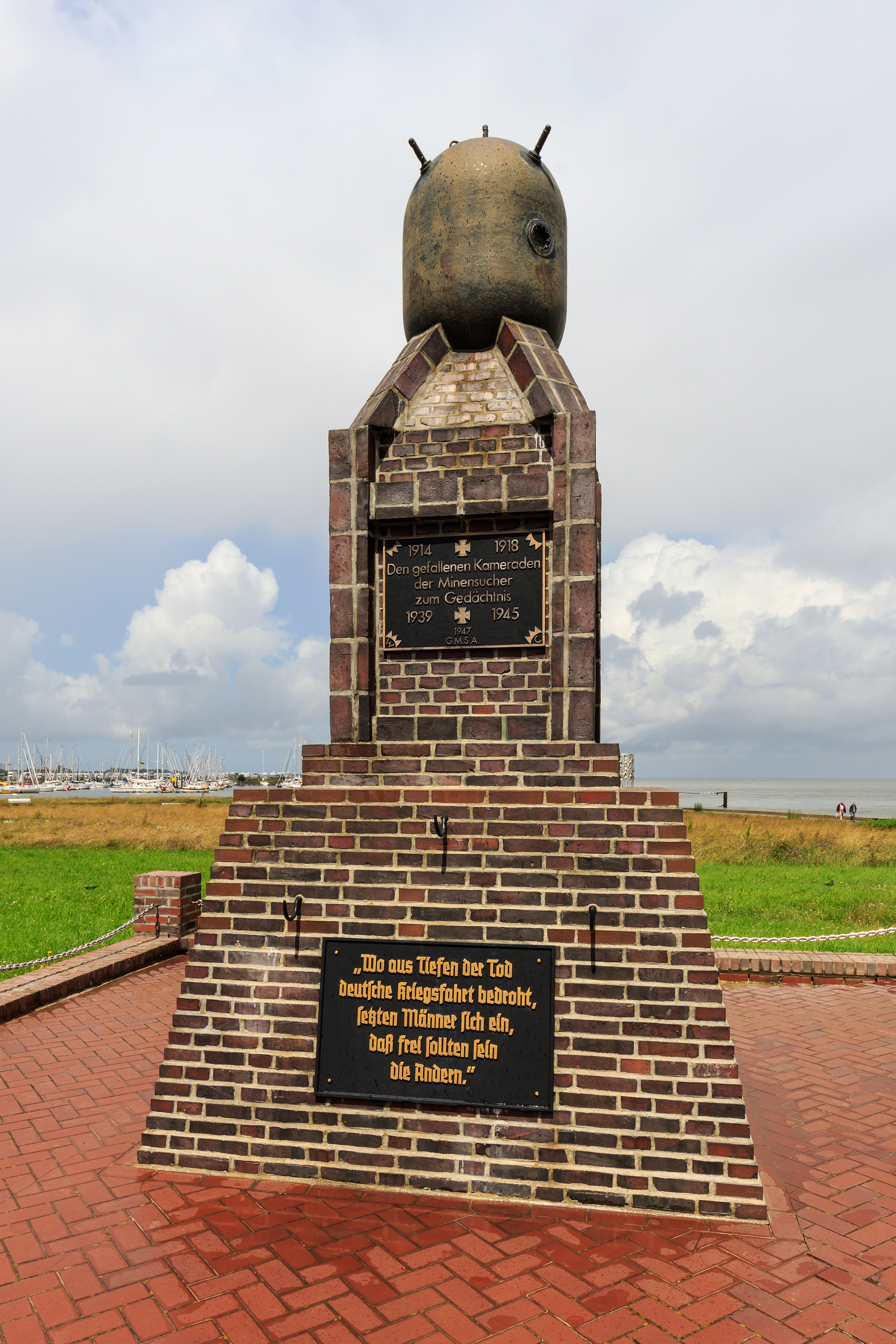
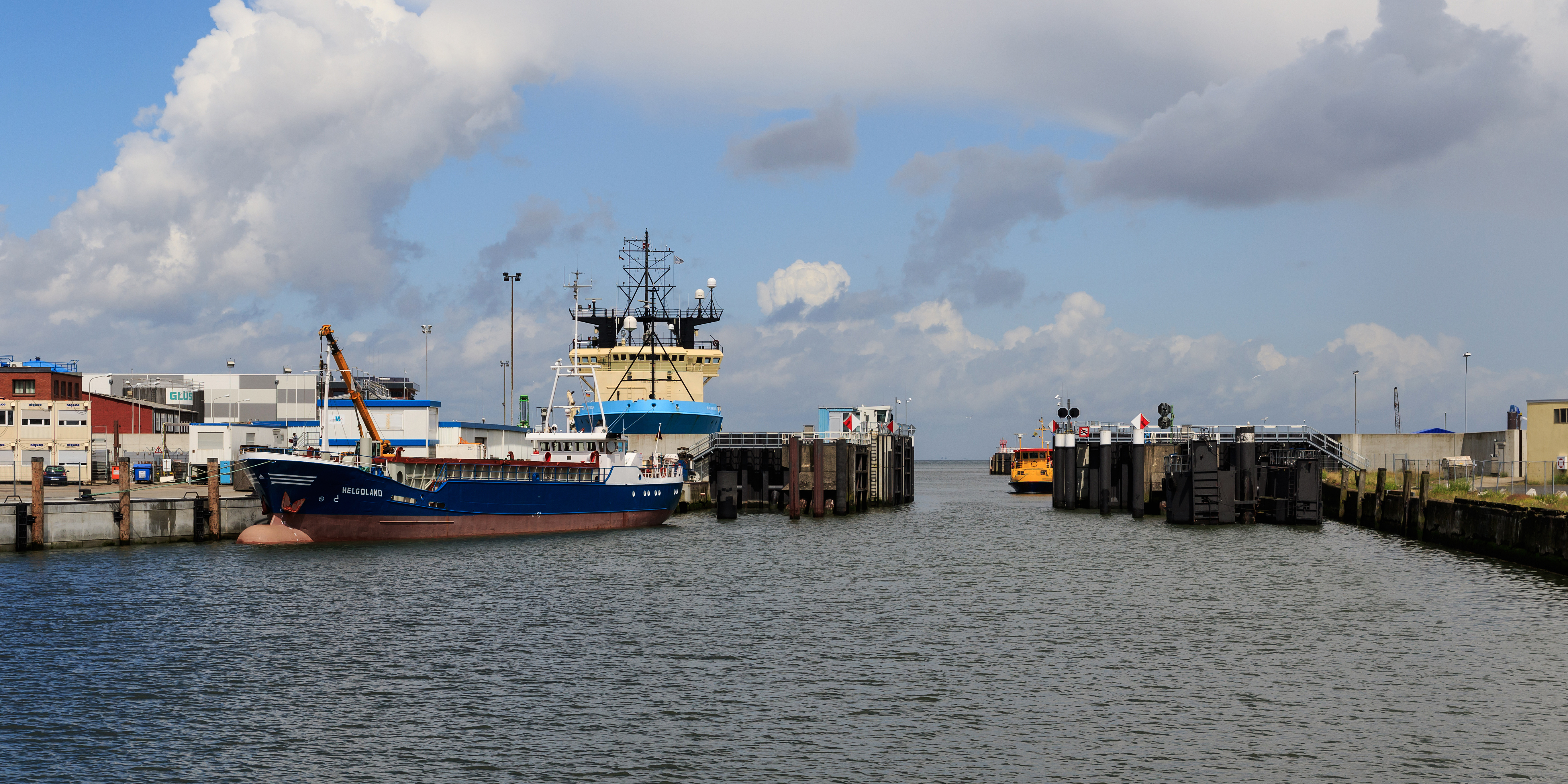
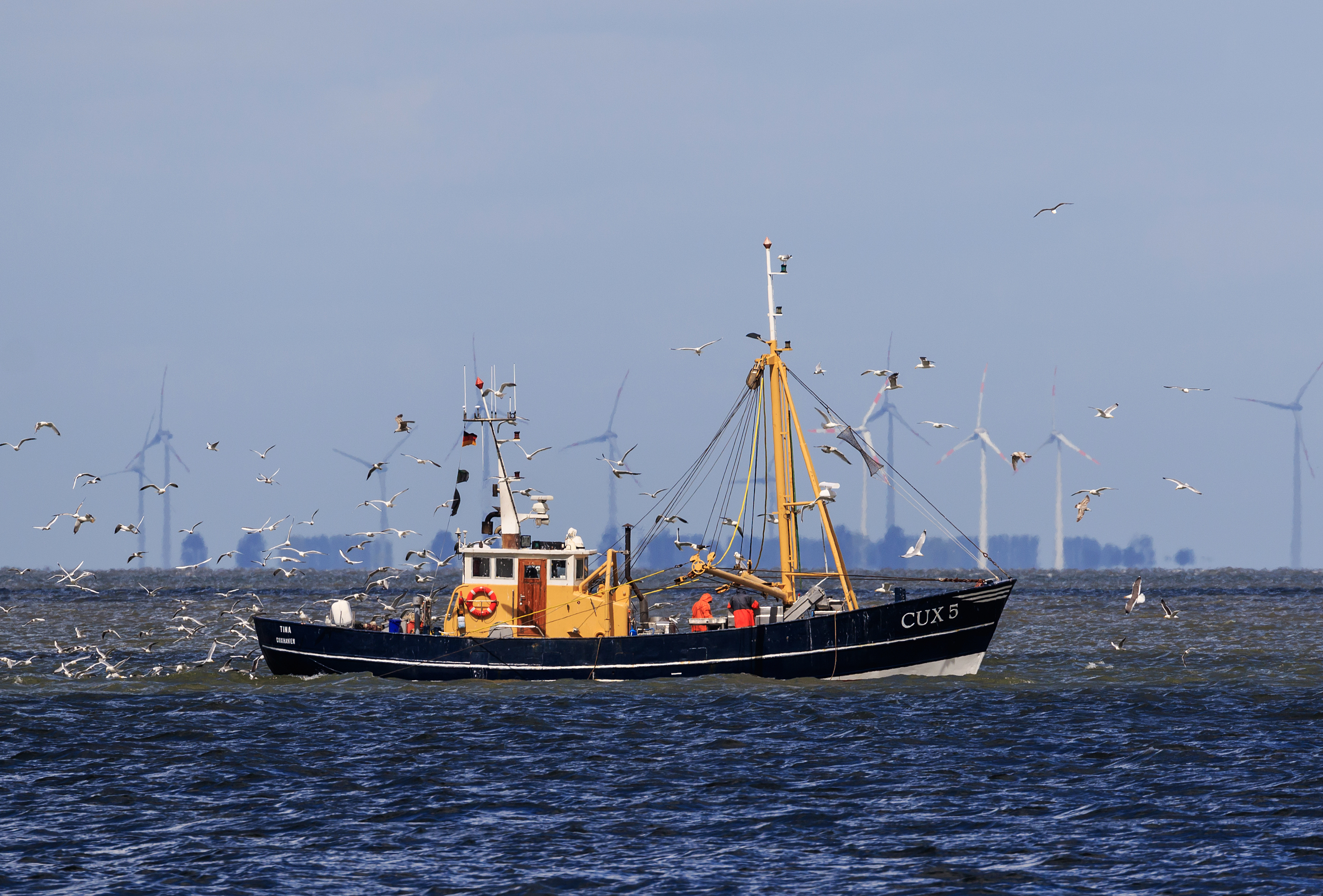
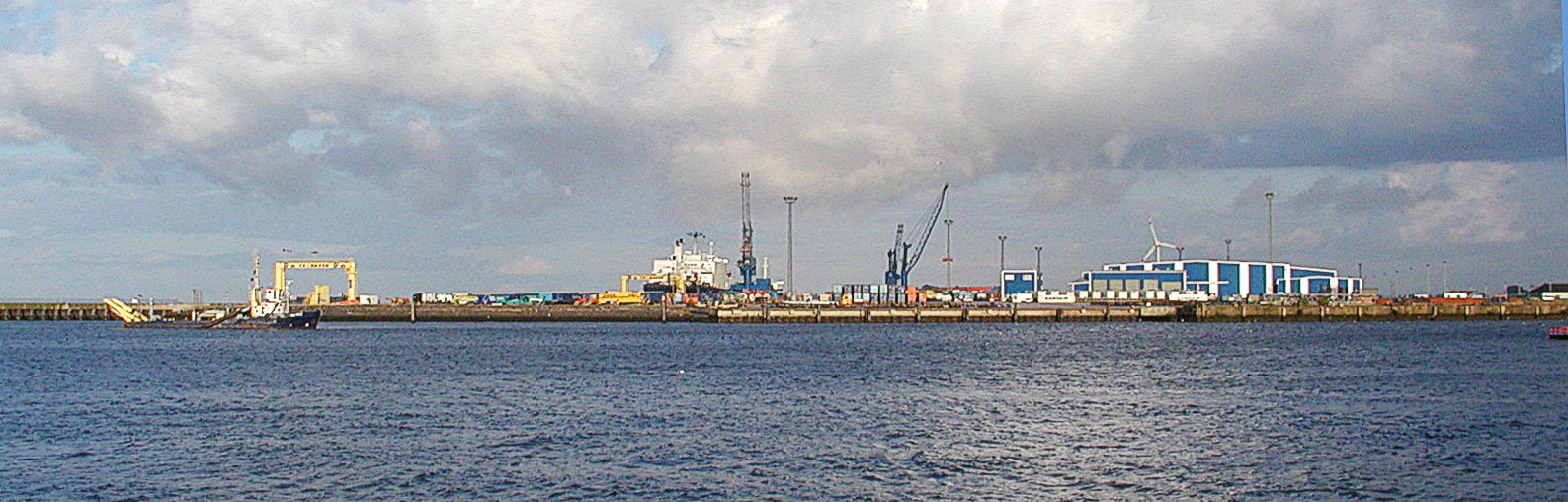